# Mária kongregáció
A Mária kongregáció (latinul Congregatio Mariana) egy olyan katolikus lelkiségi mozgalom, hitbuzgalmi egyesület, mely Loyolai Szent Ignác-i lelkülettel a római katolikus egyház tanítását vallja, és Szűz Mária-tiszteleten alapul. 1967-ben megújult Keresztény Élet közössége néven.

## Tevékenysége
A Mária kongregáció közvetlen célja volt, hogy tagjait, főként az ifjúságot a vallási, erkölcsi alapokon nyugvó nevelés, a hitélet erősítése és a Mária-tisztelet hangsúlyozott gyakorlása által az önmegszentelés és apostolkodás magasabb fokára nevelje. Távolabbi célja volt, hogy a tevékeny szeretetben és Mária követésében átformált személyiségekkel a társadalomra hasson, azt Isten országának képére alakítsa. Egy-egy kongregáció általában azonos korú, műveltségű, társadalmi helyzetű, érdeklődési körű embereket fogott össze, ezért volt férfi, női, ifjúsági stb. kongregáció. A kongregációkat a pap-elöljáró vezette, a prézes, e mellett a tisztikar, és a tagokból megválasztott magisztrátus.

## Története
- Az a törekvés, hogy a laikusokat be lehet és be kell vonni az apostolkodásba a lelkiség olyan területein, melyek nem igénylik a fölszentelt papot, illetve hogy az iskolai tanítás keretén kívül közös megbeszélésekre és együttes munkára összegyűjtsék az ifjúságot, benne találjuk Szent Ignác apostoli elgondolásaiban. 12 nemes emberből kis közösséget hozott létre, akiket mélyebb Mária-tiszteletre alapozott lelki életre és apostolkodásra nevelt. Példáját rendtársai követték: Boldog Fáber Péter, a rendalapító első követője 1539-ben Parmában, Salmerón Alfonz 1554-ben Nápolyban, Canisius Péter Ingolstadtban és másutt hasonló kísérleteket tettek.
- 1563-ban az első kongregációt a németalföldi születésű Jean Leunis SJ (†1584) szervezte meg Római Kollégium-i diákjaiból. Ő volt az első, aki világos látással, kész tervvel, állhatatosan hozta létre az ilyen jellegű közösségeket. A lelkiséget Észak-Németországban és Belgiumban Franz Coster SJ, Dél-Németországban Jakob Renn SJ terjesztette.
- 1564-től ezek a csoportok „Congregatio Mariana” (Mária kongregáció) néven nevezik magukat. A létrejött Kongregáció célja a Szent Ignác-i lelkigyakorlatok lelkiségének közvetítése laikusok számára. 20 év alatt a Jézus Társasága összes iskoláiban meghonosodott. Az egyes kongregációk nevüket a Boldogságos Szűz valamely ünnepéről vették, s védőszentet választottak.
- 1584. december 5-én hagyta jóvá  XIII. Gergely pápa a Mária kongregáció alapítását Omnipotentis Dei bullájával; világközponti szervévé a Római Kollégium kongregációját tette meg.
- 1587-ben Claudio Acquaviva SJ generális kiadta a kongregációk közös szabályzatát. Ebben az évben V. Szixtusz pápa engedélyezte a felnőtt férfiak kongregációit.
- 1748-ban XIV. Benedek pápa búcsúkkal és kiváltságokkal látta el őket.
- 1751-ben engedélyezte az 1717 után sorra alakult leány- és női kongregációkat is.
- A kongregáció nagyon hatékonynak bizonyult a protestantizmussal és az iszlámmal szemben, elmélyítette a katolikusok hitét. Sok ellensége támadt, ezért még a jezsuiták föloszlatása (1773) előtt több országban betiltották.
- 1924-ben a jezsuiták Rómában központi titkárságot szerveztek a kongregáció világmozgalommá alakítására. Evvel a feladattal Bangha Bélát bízták meg, aki emiatt Rómában tartózkodott 1923 és 1926 között. Egyúttal a Mária Kongregáció latin nyelvű változatát szerkeszti ott.
- XII. Piusz pápa 1948-ban kiadott Bis saeculari apostoli konstitúciója kezdeményezésére alakult meg 1953-ban a Mária Kongregációk Világszövetsége (World Federation of the Sodalities of Our Lady).
- 1967-ben a Mária Kongregációk Világszövetsége új néven megújult: Keresztény Élet Közösségeinek Világszövetsége (World Federation of Christian Life Communities, WFCLC) lett.

### A magyar kongregációk
- Magyarországon az első kongregációt 1580 körül Pázmány Péter vezette.
- II. József 1788-i rendelete 80 kongregációt oszlatott fel.
- Szervezeti kiteljesedésük 1907-tel, a magyar Mária kongregációk egyesülésével indult meg.
- A Mária kongregáció megszervezésében és népszerűsítésében Bangha Béla jezsuita atya sokat tett. Az 1925-26-os jubileumi évben ő vezette a magyarországi kongregációk tagjait római zarándoklatra.
- 1926-ban a kongregációk szövetségbe tömörültek Magyarországi Mária Kongregációk Országos Szövetsége néven, és az Actio Catholica irányítása alá kerültek.
- 1930. augusztus. 21-én: a Nemzetközi Mária-nap alkalmából Budapesten volt a kongregációk nemzetközi kongresszusa.
- 1943-ra 70 férfi kongregációban 2500, 130 női kongregációban 7 ezer, 200 fiú kongregációban 7 ezer, 300 leány kongregációban 16 ezer, összesen kb. 33 ezer tag volt. Az iskolai kongregációknak lelkiolvasmányokkal bőven felszerelt könyvtáruk volt.
- A második világháború után az iskolák államosításával tevékenységüket megszüntették.

## A Mária Kongregáció folyóirat
1907. december 8-án elindítottak egy folyóiratot, amely kezdetben négyezer, majd a harmadik évfolyamra tízezer példányszámban jelent meg évi tíz számmal a július és augusztus kivételével. A lap kiadása 1944 decemberig tartott. Kiadta a Jezsuita rendház budapesti központja. A budapesti kiadásnak legfontosabb szerkesztője Bangha Béla volt, aki 1910-től 1940-ig rövid megszakítással szerkesztette a lapot. Kolozsváron is megjelent havi közlöny formában 1924 februárjától 1931 júniusáig, felelős szerkesztője Csergő Benedek volt.

## Érdekességek
- XVI. Benedek pápa 1941. május 28-án  lépett be tizennégy évesen a Mária Kongregációba. Elmondta, hogy félelmetes esztendők voltak ezek még a német kamaszfiúk számára is, hiszen Hitler 1939. március 6-án a Hitlerjugendről szóló törvényben kötelezővé tette számukra 14 éves kortól 18 éves korig a militáris szervezetbe való belépést. Amikor tehát a fiatal Joseph Ratzingert a törvény a Hitlerjugendbe kényszerítette, akkor ő szabad döntéssel belépett a katolikus Mária Kongregációba.[1]
- Joseph Kentenich pallottinus szerzetes pap a Schönstatti Apostoli Mozgalom alapításának előzményeként diákjaival és követőivel a középkori jezsuita szellemi központ, a németországi Ingolstadt Mária kongregációjának példája nyomán egy Mária-kongregációt hozott létre Németország erkölcsi-vallási megújulása céljából az 1910-es évek elején (Ingolstadtban 1595-től Pater J. Rem vezetésével egy jelentős lelki megújulás bontakozott ki az ingolstadti Mária kongregációból).
- A Regnum Marianum Közösség hivatalos megalapítása 1902. szeptember 24-én történt, amikor szeplőtelen fogantatásról nevezett kongregáció néven Rómában bejegyezték a Mária Kongregáció anyakönyvébe.
- A Keresztény Munkásifjú Mozgalom magyarországi megjelenésének előzményeként 1921-ben Elsasser Gyula jezsuita páter felszólítására összejött közel hatvan Mária-kongreganista fiatal egyetemi hallgató a munkásfiatalok támogatására, akik dr. Mészáros János budapesti érseki helynök vezetésével megalakították a Keresztény Iparos és Munkásifjak Országos Egyesületét. Hivatása az volt, hogy a munkásság körében képviselje az egyház által hirdetett értékeket. 1936-ban a püspök-kari határozat szerint a mozgalmat az Actio Catholica szellemében, egyházközségi keretben szervezték újjá, neve ez időtől Katolikus Ifjak Országos Egyesülete (KIOE).
- 1945 után ciszterci hagyományokra építve dr. Kalmár Ödön OCist, Budapest–Szentimreváros plébánosa létrehozta Magyarországon a „Ciszterci Világi Konventet”, mai nevén a Ciszterci Oblációt. 1948-ban, az egyházi iskolák államosítása után meghívta a szomszédos egyházi iskolák kongreganistáit is az oblációba.